# Carstens Shoal
Carstens Shoal ist eine nahezu kreisrunde Untiefe der Küste des ostantarktischen Mac-Robertson-Lands. In der Holme Bay liegt sie unmittelbar nördlich von East Budd Island. Sie liegt mindestens 11,89 m unter dem Meeresspiegel.
Entdeckt wurde sie 1961 vom hydrografischen Vermessungsingenieur d’Arcy Thomas Gale (* 1911) im Rahmen der Australian National Antarctic Research Expeditions an Bord des Schiffes Thala Dan. Das Antarctic Names Committee of Australia (ANCA) benannte sie nach David Robert Carstens (* 1934), Teilnehmer an den hydrografischen Vermessungen der Untiefe und Geodät auf der Mawson-Station im Jahr 1962.